# Арнетт, Деймон
Деймон Арнетт (англ. Damon Arnette; 2 сентября 1996, Даллас, Техас) — профессиональный американский футболист, корнербек. В 2020 и 2021 годах играл в клубе НФЛ «Лас-Вегас Рэйдерс». На студенческом уровне выступал за команду университета штата Огайо. На драфте НФЛ 2020 года был выбран в первом раунде под общим девятнадцатым номером.

## Биография
Деймон Арнетт родился 2 сентября 1996 года в Далласе. Старшую школу он окончил в Форт-Лодердейле во Флориде. В 2014 году в составе её команды футбольной победил в чемпионате штата. После выпуска оценивался сайтом ESPN как 4-звёздный рекрут. В 2015 году поступил в университет штата Огайо.

### Любительская карьера
Первый сезон в составе команды Арнетт провёл в статусе освобождённого игрока. С 2016 по 2019 год провёл за Бакайс 53 матча, 38 из них как игрок стартового состава. За карьеру сделал 140 захватов и 5 перехватов. Несколько раз претендовал на включение в состав сборной звёзд конференции Big Ten. Летом 2019 года окончил университет со степенью бакалавра в области коммуникаций.

#### Статистика выступлений в NCAA
| Сезон | Команда            | Игры | Захваты | Захваты | Захваты | Захваты | Захваты | Перехваты | Перехваты | Перехваты | Перехваты | Перехваты | Фамблы | Фамблы | Фамблы | Фамблы |
| Сезон | Команда            | Игры | Solo    | Ast     | Tot     | Loss    | Sk      | Int       | Yds       | Y/R       | TD        | PD        | FR     | Yds    | TD     | FF     |
| ----- | ------------------ | ---- | ------- | ------- | ------- | ------- | ------- | --------- | --------- | --------- | --------- | --------- | ------ | ------ | ------ | ------ |
| 2015  | Огайо Стейт Бакайс | —    | —       | —       | —       | —       | —       | —         | —         | —         | —         | —         | —      | —      | —      | —      |
| 2016  | Огайо Стейт Бакайс | 13   | 11      | 10      | 21      | 0,0     | 0,0     | 1         | 0         | 0,0       | 0         | 0         | 0      | 0      | 0      | 0      |
| 2017  | Огайо Стейт Бакайс | 14   | 35      | 9       | 44      | 3,0     | 0,0     | 2         | 35        | 17,5      | 0         | 8         | 1      | 0      | 0      | 1      |
| 2018  | Огайо Стейт Бакайс | 13   | 31      | 9       | 40      | 0,0     | 0,0     | 1         | 1         | 1,0       | 0         | 6         | 0      | 0      | 0      | 0      |
| 2019  | Огайо Стейт Бакайс | 13   | 27      | 8       | 35      | 1,0     | 0,0     | 1         | 96        | 96,0      | 1         | 8         | 0      | 0      | 0      | 1      |
| Всего | Всего              | 53   | 104     | 36      | 140     | 4,0     | 0,0     | 5         | 132       | 26,4      | 1         | 22        | 1      | 0      | 0      | 2      |

### Профессиональная карьера
Перед драфтом НФЛ 2020 года аналитик сайта Bleacher Report Мэтт Миллер среди сильных сторон Арнетта называл его опыт игры в основном составе, быстроту, умение играть в персональном и зонном прикрытии, навыки работы с мячом. К минусам он относил нехватку дистанционной скорости и подвижности, склонность поддаваться на обманные движения игроков нападения. Дополнительные сомнения у клубов лиги могли вызвать его возраст и тот факт, что несмотря на весь опыт, Арнетт никогда не считался лидером в защите «Огайо Стейт».
На драфте Арнетт был выбран «Рэйдерс» в первом раунде драфта под общим 19 номером. В июле он подписал с командой четырёхлетний контракт на общую сумму 13,4 млн долларов. Дебютный сезон сложился для него очень неудачно. В девяти сыгранных матчах Арнетт отличился только двумя сбитыми передачами. Почти половину регулярного чемпионата он пропустил из-за травмы большого пальца и операции, заболевания COVID-19 и сотрясения мозга. Вопросы у руководства клуба вызвало его участие в частной вечеринке во время нахождения в списке травмированных. В 2021 году Арнетт сыграл за «Рэйдерс» четыре матча, после чего получил травму паха. Квотербеки соперника в тринадцати сыгранных матчах пасовали в его зону ответственности с рейтингом 103,0, этот показатель стал одним из худших среди защитников лиги. В начале ноября в социальных сетях появилось видео, на котором Арнетт с оружием в руках угрожал неизвестному человеку. Сразу же после этого клуб объявил об отчислении игрока. Генеральный менеджер «Лас-Вегаса» Майк Мэйок на пресс-конференции отметил, что подобное поведение не соответствует ценностям организации.
В декабре 2021 года Арнетт стал игроком тренировочного состава «Майами Долфинс» и провёл в команде оставшийся отрезок сезона. В январе 2022 года он подписал фьючерсный контракт с «Канзас-Сити Чифс». Спустя девять дней, 29 января Арнетт был арестован полицией Лас-Вегаса. Ему был предъявлен ряд обвинений, в том числе в вооружённом нападении. Сразу же после инцидента «Чифс» объявили об отчислении игрока. Представитель прокуратуры округа Кларк 25 июля 2022 года объявил о том, что дело в отношении Арнетта закрыто, не дав никаких дополнительных комментариев. На следующий день после этого он был арестован полицией города Майами-Бич. Арнетту были предъявлены обвинения в вождении с недействительными правами, хранении запрещённых веществ и приспособлений для их употребления.

#### Статистика выступлений в НФЛ

##### Регулярный чемпионат
| Сезон | Команда           | Игры | Захваты | Захваты | Захваты | Захваты | Захваты | Перехваты | Перехваты | Перехваты | Перехваты | Перехваты | Фамблы | Фамблы | Фамблы | Фамблы |
| Сезон | Команда           | Игры | Solo    | Ast     | Tot     | Loss    | Sk      | Int       | Yds       | Y/R       | TD        | PD        | FR     | Yds    | TD     | FF     |
| ----- | ----------------- | ---- | ------- | ------- | ------- | ------- | ------- | --------- | --------- | --------- | --------- | --------- | ------ | ------ | ------ | ------ |
| 2020  | Лас-Вегас Рэйдерс | 9    | 24      | 4       | 25      | 1       | 0,0     | 0         | 0         | 0,0       | 0         | 2         | 0      | 0      | 0      | 0      |
| 2021  | Лас-Вегас Рэйдерс | 4    | 2       | 2       | 4       | 0       | 0,0     | 0         | 0         | 0,0       | 0         | 1         | 0      | 0      | 0      | 0      |
| Всего | Всего             | 13   | 23      | 6       | 29      | 1       | 0,0     | 0         | 0         | 0,0       | 0         | 3         | 0      | 0      | 0      | 0      |